# Deucalionis Regio
Deucalionis Regio  è una caratteristica di albedo della superficie di Marte.